# Philodromus betrabatai
Philodromus betrabatai es una especie de araña cangrejo del género Philodromus, familia Philodromidae. Fue descrita científicamente por Tikader en 1966.

## Distribución
Esta especie se encuentra en India.